# Brian Kobilka
Brian Kent Kobilka (* 30. května 1955 Little Falls) je americký fyziolog, který společně s Robertem Lefkowitzem v roce 2012 získal Nobelovu cenu za chemii za výzkum receptorů vázaných na G proteiny.
Hodnosti bakaláře dosáhl Brian Kobilka na Minnesotské univerzitě v Duluthu roku 1977 a doktorátu na lékařské fakultě Yaleovy univerzity v roce 1981. Od roku 1984 pracoval v laboratoři Roberta Lefkowitze na Dukeově univerzitě, v roce 1990 se stal profesorem na fakultě molekulární a buněčné fyziologie na Stanfordově univerzitě. Jeho práce o struktuře GPCR byla oceněna jako „průkopnický čin roku 2007". Spoluzakládal také biotechnologickou společnost ConfometRx, zabývající se výzkumem G-proteinových receptorů.
Kobilkova manželka Tong Sun Thian je čínsko-malajského původu, mají spolu dvě děti.